# مو زن برزنجیر
مو زن برزنجیر یک ستاره است که در صورت فلکی آندرومدا قرار دارد.